# Novoletne zaobljube
Novoletna zaobljuba je  tradicija, najbolj pogosta na zahodni polobli, v katerem oseba, s katero se posameznik zaobljublja, da se bo v prihajajočem letu izboljšal oziroma bo bolj prijazen.

## Verski izvor
Že stari Babilonci so obljubljali svojim bogovom na začetku vsakega leta, da bi se vrnili izposojeni predmeti in poplačali svoje dolgove. Rimljani so vsako leto začeli z obljubami bogu Janusu, po katerem je imenovan mesec januar. V srednjeveški eri so vitezi vzeli "Peacock zaobljubo" ob koncu sezone na božič, ki vsako leto ponovno potrjuje svojo zavezanost viteštva.
Obstajajo tudi druge verske vzporednice k tej tradiciji. V Judovstvu je novo leto, Roš hašana in se zaključi v Yom Kippur (dan pokore), ena je za razmislek o posameznikovih dejanjih skozi leto in tako iščejo in ponujajo odpuščanje. Deluje podobno kot v katoliški v času posta, čeprav motiv za ta praznik je več žrtvovanja kot odgovornosti. Koncept, ne glede na veroizpoved, je razmislek o samoizboljšavi ob koncu leta.
Ob koncu velike krize je  približno četrtina ameriških odraslih oblikovala sklepe silvestrovanja. Na začetku 21. stoletja pa okoli 40 %.

## Priljubljeni cilji
Nekateri primeri vključujejo sklepe, da darujejo za revne; bolj pogosto pa, da bi postali bolj samozavestni, ali pa, da bi postali bolj okoljsko odgovorni.
Priljubljeni cilji vključujejo sklepe:
- izboljšati telesno počutje: jesti zdravo hrano, izgubijo težo, več gibanja, jesti bolj zdravo, piti manj alkohola, prenehati s kajenjem, prenehati z grizenjem nohtov, znebiti se starih slabih navad.
- Izboljšati duševno počutje, misliti pozitivno, se smejati pogosteje, uživati življenje.
- Izboljšati finance: se znebiti dolgov, prihraniti denar.
- Izboljšati kariero: uspešnejši pri trenutnem delovnem mestu, dobiti boljšo službo, ustanoviti lastno podjetje.
- Izboljšati izobraževanje: izboljšati ocene, dobiti boljšo izobrazbo, se naučiti nekaj novega (kot tujega jezika ali glasbe), več brati, izboljšati talente.
- Izboljšati sebe: postati bolj organiziran, zmanjšanje stresa, manj zlovoljen, upravljanje časa, biti bolj neodvisen, gledati manj televizije, igrati manj video igre.
- Prostovoljci za pomoč drugim, praksa življenjskih veščin, uporabiti državljansko krepost, dati v dobrodelne namene, biti prostovoljci za delo s krajšim delovnim časom v dobrodelni organizaciji (NGO).
- se bolje razumeti z ljudmi, izboljšanje socialnih veščin, izboljšanje socialne inteligence.
- Spoznavanje novih prijateljev.
- Kakovostno preživeti čas z družinskimi člani.
- Ustaliti se, se poročiti, imeti otroke.
- Poskusiti eksotično hrano, odkrivati nove kulture.
- Moliti več, biti bližje Bogu, imeti bolj duhovno življenje.

## Stopnja uspeha
Študija 2007 Richarda Wiseman iz Univerze v Bristolu, ki vključuje 3000 ljudi, je pokazala, da 88% tistih, ki so določena novoletnih ne drži, kljub temu, da je 52% udeležencev študije prepričanih v uspeh na začetku. Moški doseže svoj cilj 22% bolj pogosto, kadar so vpleteni v postavljanje ciljev, (sistem, kjer se določi majhne merljive cilje; kot je pol kilograma na teden, namesto da bi rekel "shujšati"), medtem ko je ženskam uspelo za 10% več, če so svoji cilji javni in dobijo podporo svojih prijateljev.